# Contrato con Dios
Contrato con Dios es una novela gráfica publicada en 1978, la cual fue escrita y dibujada por Will Eisner. Esta se compone de una serie de cuentos cortos, los cuales giran en torno a judíos pobres que viven en una pensión de la ciudad de Nueva York. Esta publicación se compone de cuatro historias independientes. La primera; llamada Un contrato con Dios, narra la historia de un religioso que renuncia a su fe después de la muerte de su joven hija adoptiva. En la segunda; titulada El cantante callejero, una diva intenta seducir a un joven y pobre cantante callejero para aprovecharse de él. La tercera nombrada El Super narra como un intimidante racista es arrastrado al suicidio luego de ser falsamente acusado de pedofilia. Y Cookalein, la cual entrelaza las historias de varios personajes que se encuentran de vacaciones en las Montañas de Catskill. Estas historias están vinculadas temáticamente por la frustración, la violencia, la desilusión y la identidad étnica. Eisner hace uso de grandes imágenes monocromáticas para dar una perspectiva dramática, enfatizando las expresiones faciales de los personajes hasta el punto de caricaturizarlos; incluyendo bordes tradicionales en algunos paneles o viñetas. Eisner quería vender esta obra en librerías tradicionales en lugar de las tiendas de cómics, razón por la cual la editorial Baronet Books la comercializó al público con el epíteto de novela gráfica. Eisner produjo dos secuelas ambientadas en el mismo edificio; Ansia de vivir (1988) y Avenida Dropsie (1995). A esta publicación se le atribuye la popularización del término novela gráfica.

## Estilo
La narración está caligrafiada como parte del dibujo, en lugar de textos separados en viñetas y Eisner evita por completo el uso de paneles y sus fronteras, delimitando el texto con edificios o marcos de ventanas en su lugar. Las páginas no están completamente llenas con grandes dibujos que se enfocan en la expresión facial. Esto le permitió que la duración de las historias se desarrollaran en función de su contenido, en lugar del número fijo de páginas que era tradicional en los cómics en esta época. Eisner enfatiza el entorno urbano con una perspectiva vertical dramática y un arte oscuro con muchos claroscuros.

## Trayectoria editorial
A Eisner le tomo dos (2) años terminar el libro.
Eisner intentaba que Contrato con Dios tuviese una audiencia adulta y quería que se vendiera en librerías y no en tiendas de cómics.
Eisner tenía la intención de llamar al libro "Historias de pensión, cuentos del Bronx" o "Una pensión en el Bronx"; pero Baronet lo tituló Contrato con Dios después de leer la historia principal, ya que "tenament" no era un término ampliamente conocido.